# 森義一
森 義一（もり よしかず、1944年 - ）は、日本の漫画家。
香川県丸亀市出身。中城けんたろうに師事。

## 作品リスト
- 帰ってきたウルトラマン（小学一年生  1972年4月号）
- たたかえ!マン・セブン（小学一年生 1972年5月号 - 11月号連載）
- ウルトラマンA（小学一年生 1972年12月号 - 1973年3月号連載）
- ウルトラマンタロウ（小学一年生  1973年4月号）
- 釣り野郎
- いなせ鮨　（原作：火野俊平）
- 命牌は殺しの霊歌
- 兜町仕掛牌
- 喧嘩麻雀旅
- 雀鬼狩り
- 雀鬼子守唄
- 雀鬼人別帳
- 雀鬼無頼控
- 雀鬼流転
- 雀狼山脈
- 十四番目の雀鬼
- 牌の神話
- 復讐雀鬼
- 麻雀五輪書
- 麻雀地獄旅
- 麻雀無頼の詩
- 麻雀無宿
- 麻雀黙示録
- 麻雀列島
- 無双雀鬼
- やさぐれ雀鬼
- やわ肌雀士
- さわやか家族（茨城新聞 1994年4月 - 1996年3月連載（もりよしかず名義））

| スタブアイコン | サブスタブ | この項目は、まだ閲覧者の調べものの参照としては役立たない、漫画家・漫画原作者に関連した書きかけの項目です。この項目を加筆・訂正などしてくださる協力者を求めています（P:漫画/PJ:漫画家）。 |